# Мишнево (сільське поселення присілок Барсуки)
Мишнево (рос. Мишнево) — присілок в Дзержинському районі Калузької області Російської Федерації.
Населення становить 1 особу. Входить до складу муніципального утворення Присілок Барсуки.

## Історія
Від 2004 року входить до складу муніципального утворення Присілок Барсуки.

## Населення
| 2002 | 2010 |
| ---- | ---- |
| 4    | ↘1   |